# Rot-Seifenkraut
Das Rot-Seifenkraut (Saponaria ocymoides), auch Rotes Seifenkraut genannt, ist eine Pflanzenart aus der Gattung der Seifenkräuter (Saponaria) innerhalb der Familie der Nelkengewächse (Caryophyllaceae). Sie wird auch als Kleinblütiges Seifenkraut oder Kleines Seifenkraut bezeichnet.

## Beschreibung

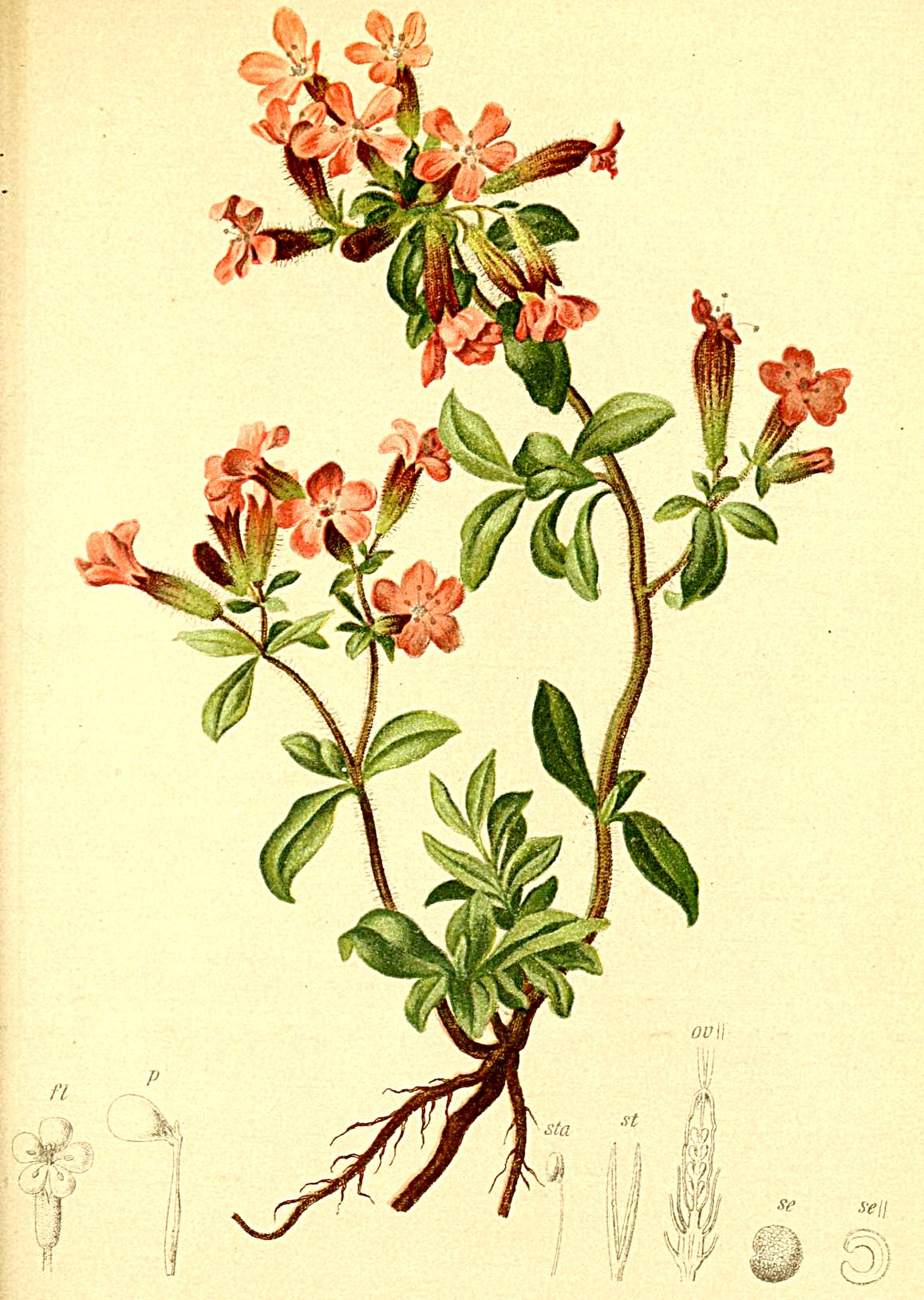
Illustration aus Atlas der Alpenflora

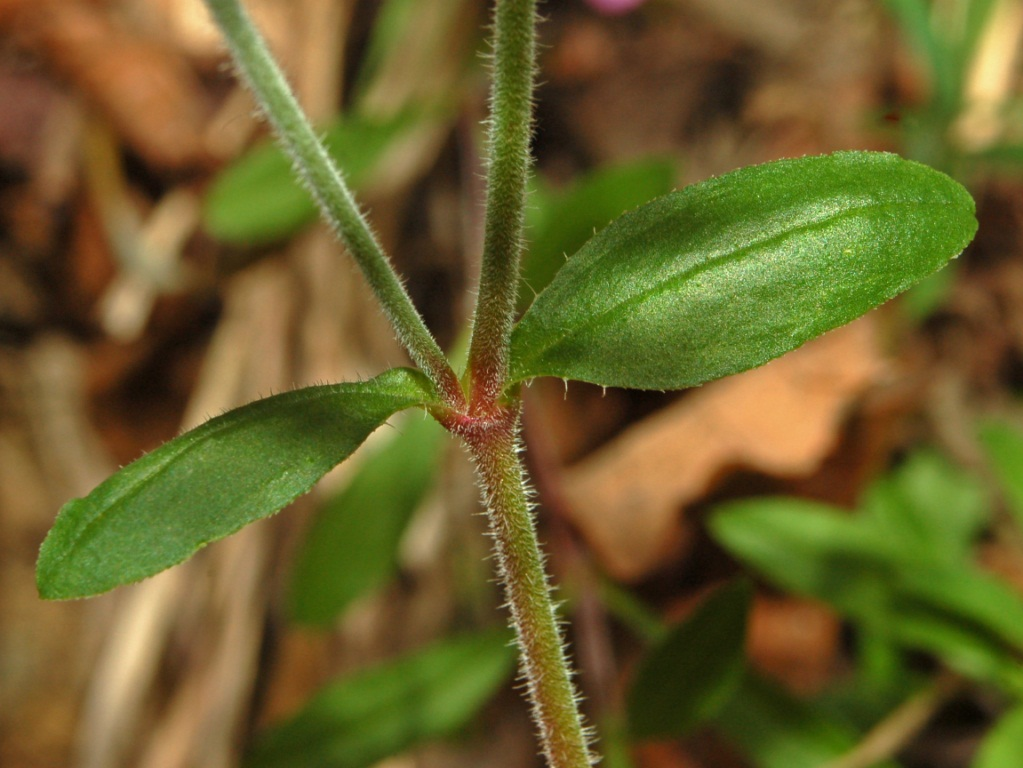
Stängel mit Blättern

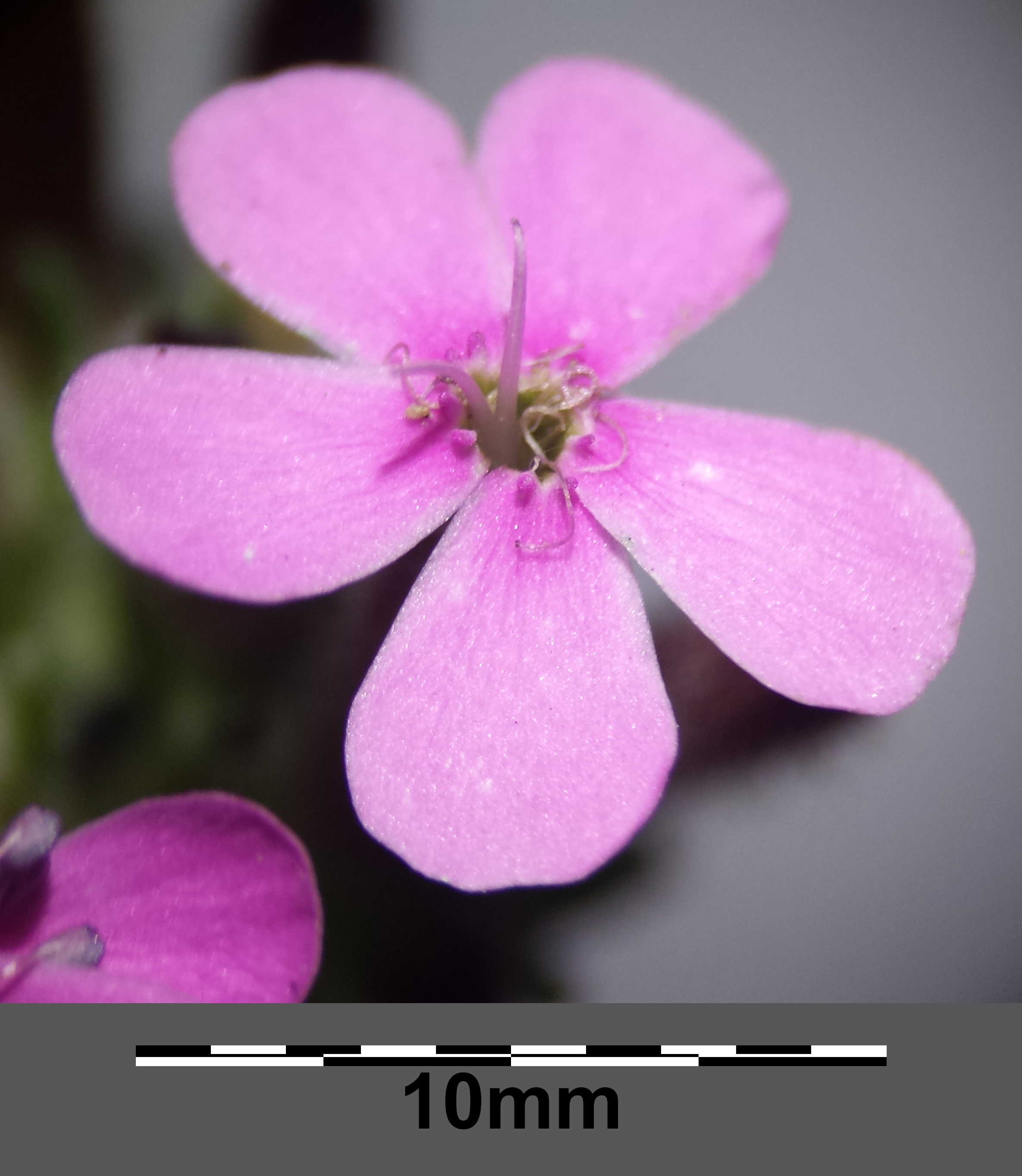
Blüte von Saponaria ocymoides subsp. ocymoides im Detail

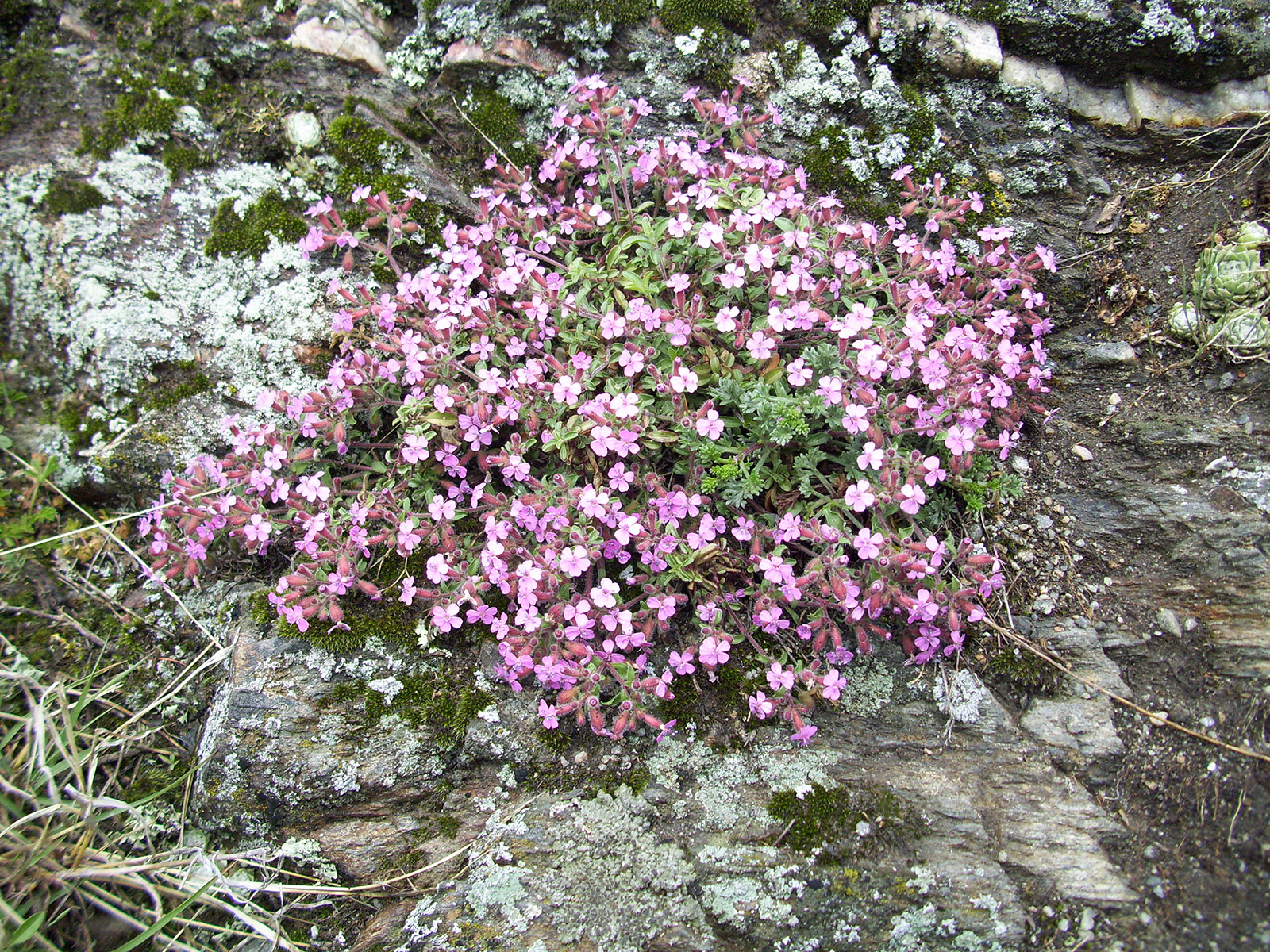
Habitus und Blüten

### Vegetative Merkmale
Saponaria ocymoides wächst als ausdauernde krautige Pflanze und erreicht Wuchshöhen von 10 bis 40 Zentimetern. Sie bildet mit niederliegenden bis aufsteigenden Stängeln oft Rasen. Die Sprosse sind kurzhaarig.
Die Laubblätter sind gegenständig am Stängel angeordnet. Die einfache, behaarte Blattspreite ist bei einer Länge von 2 bis 3 Zentimetern sowie einer Breite von 0,5 bis 1,3 Zentimetern eiförmig oder spatelförmig. Die Blätter sind sitzend oder in einen Stiel verschmälert.

### Generative Merkmale
Die Blütezeit reicht von April bis Oktober. Die Blüten stehen locker bis büschelig an den oberen Enden der Verzweigungen in Dichasien. Sie sind lang gestielt und wohlriechend.
Die zwittrige Blüte ist radiärsymmetrisch und fünfzählig. Die Kelchblätter sind zu einer 8 bis 10 Millimeter langen Röhre verwachsen, die drüsig behaart ist. Die Kelchzähne sind abgerundet. Die dunkel purpurrote Krone ist 12 bis 18 Millimeter lang. Die Platte der Kronblätter ist verkehrt eiförmig, vorn stumpf oder seicht ausgerandet und etwa 5 Millimeter lang. Der Nagel ist länger als der Kelch. Die Nebenkrone ist circa 1 Millimeter lang. Es sind zwei Kreise mit je fünf Staubblättern vorhanden. Die Staubbeutel sind blau. Es sind zwei Griffel vorhanden.
Die Kapselfrucht ist 6 bis 8 Millimeter lang und öffnet sich mit vier Zähnen. Die Samen sind nierenförmig.
Die Chromosomenzahl beträgt 2n = 28.

## Ökologie
Man kann an einer Pflanze zwittrige, männliche und selten auch rein weibliche Blüten nfinden. Die Blüten werden von Schmetterlingen, seltener auch von Hummeln und Fliegen besucht.

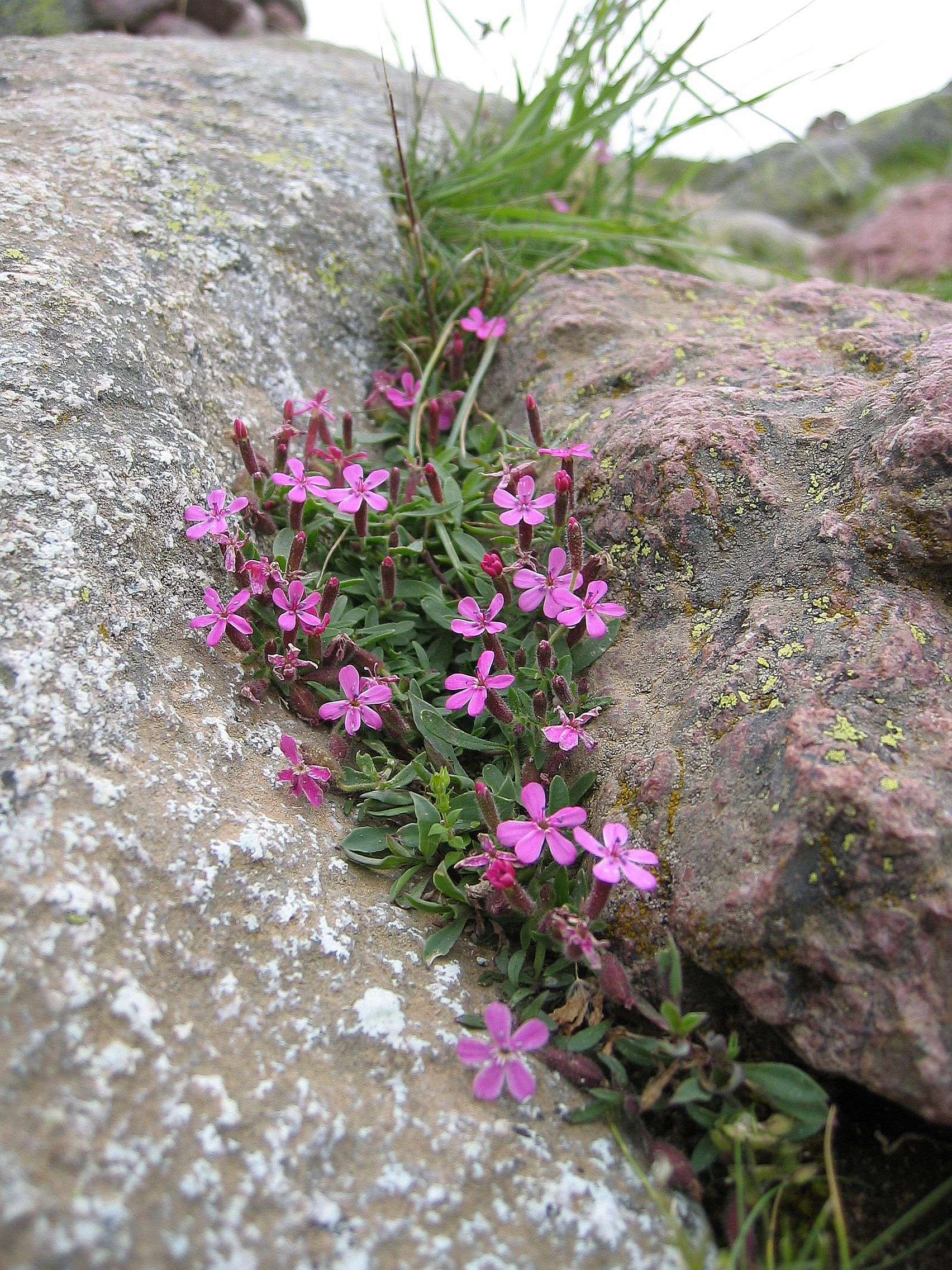
Saponaria ocymoides subsp. alsinoides auf Korsika

## Vorkommen
Die beiden Unterarten gedeihen in den europäischen Gebirgen der Iberischen Halbinsel, auf Korsika, Sardinien, im Apennin, in Slowenien sowie in den Alpen. In den Alpen ist sie meist häufig, in den Nordalpen jedoch seltener. In Österreich ist sie häufig bis zerstreut in den Bundesländern Kärnten, Tirol und Vorarlberg von der collinen bis subalpinen Höhenstufe. In Nordamerika ist Saponaria ocymoides ein Neophyt.
Standorte sind meist trockene Hänge, Felsschuttfluren, Flussgeschiebe, Wegböschungen und lichte Wälder (besonders Föhrenwälder), aber auch Mauern. Saponaria ocymoides gedeiht auf trockenwarmen, neutral-milden, meist humusarmen, beweglichen feinerdereichen Kalkgeröll- oder Kiesböden. Saponaria ocymoides ist pflanzensoziologisch eine Charakterart des Verbands Ononido-Pinion, kommt aber auch in Pflanzengesellschaften der Verbände Stipion calamagrostis oder Epilobion fleischeri vor. Sie steigt in Graubünden und im Kanton Wallis bis über 2300 Meter Meereshöhe auf.
Die ökologischen Zeigerwerte nach Landolt et al. 2010 sind in der Schweiz: Feuchtezahl F = 2 (mäßig trocken), Lichtzahl L = 4 (hell), Reaktionszahl R = 4 (neutral bis basisch), Temperaturzahl T = 3 (montan), Nährstoffzahl N = 2 (nährstoffarm), Kontinentalitätszahl K = 4 (subkontinental).

## Systematik
Die Erstveröffentlichung von Saponaria ocymoides erfolgte durch Carl von Linné in Species Plantarum, Tomus I, S. 409.
Je nach Autor gibt es etwa zwei Unterarten:
- Saponaria ocymoides L. subsp. ocymoides: Sie gedeiht in den europäischen Gebirgen der Iberischen Halbinsel, im Apennin, in Slowenien sowie in den Alpen.
- Saponaria ocymoides subsp. alsinoides (Viv.) Arcangeli: Sie gilt bei manchen Autoren als eigenständige Unterart. Die Pflanzenexemplare sind schlanker, wenigblütiger und mit kleineren Blüten als die der Unterart Saponaria ocymoides subsp. ocymoides: Sie kommt nur auf Korsika sowie Sardinien vor, wo die Unterart Saponaria ocymoides subsp. ocymoides fehlt.

## Geschichte als Zierpflanze
Das Rot-Seifenkraut wurde durch den rasenartigen Wuchs schon 1561 von Conrad Gessner als Gartenpflanze aufgeführt, blieb über die Jahrhunderte jedoch unbeachtet. Der österreichische Pfarrer Johann Theophil Zetter empfahl 1837 diese Pflanzenart „zur Verzierung von Felspartien, Wänden und Mauern etc.“
Sorten des Rot-Seifenkraut zählen zu den häufigeren Pflanzenarten in Steingärten und Trockenmauern. Durch Auslese existieren auch mehrere Sorten wie ‘Splendens’, ‘Alba’, ‘Snowtip’, ‘Rubra Compacta’ oder ‘Karminkönigin’.